# Chile en los Juegos Olímpicos de Helsinki 1952
La participación de Chile en los Juegos Olímpicos de Helsinki 1952 celebrada en Helsinki, Finlandia, fue la octava actuación olímpica de ese país y la tercera oficialmente organizada por el Comité Olímpico de Chile (COCh). La delegación chilena estuvo compuesta de 59 deportistas —55 hombres y 4 mujeres— que compitieron en 33 eventos en 9 deportes.

## Participación

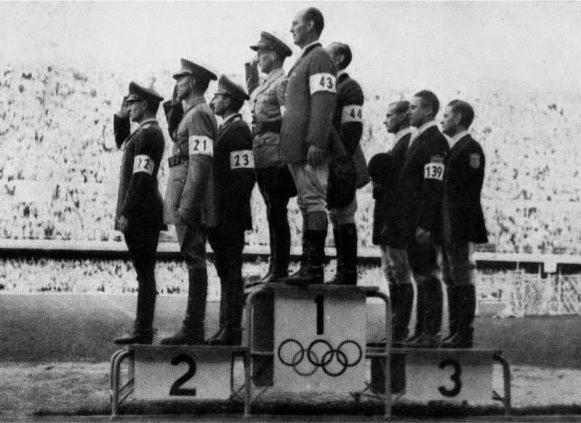
Premiación de Saltos por equipos.

Hasta esta fecha; 1952, Oscar Cristi era el único deportista chileno con dos medallas olímpicas. Ambas de plata y en los mismos Juegos: Helsinki 1952. Oscar Cristi – había nacido en Valparaíso en 1916 – tuvo actitud para intentar lo máximo con la presión del francés Jacques D’Oriola que registraba un historial perfecto del juego con cero falta. El alemán Thiedeman, el brasileño Meneses, el inglés White finalizan con 8 faltas cada uno, dejando el segundo lugar para Chile.
En la misma especialidad, pero por equipos, Chile repite la medalla de plata, con Cristi, César Mendoza y Ricardo Echeverría, tras Reino Unido y sobre Estados Unidos. Lo cual se registró como el primer deporte en conquistar para el país dos preseas y en la misma competencia.

### Medallas
| Medalla          | Nombre                                        | Deporte    | Evento                            |
| ---------------- | --------------------------------------------- | ---------- | --------------------------------- |
| Medalla de plata | Óscar Cristi                                  | Equitación | Gran Premio de Saltos individual  |
| Medalla de plata | Ricardo Echeverría Óscar Cristi César Mendoza | Equitación | Gran Premio de Saltos por equipos |

## Desempeño

### Atletismo
10,000 metros masculino
| Deportista     | Edad | Evento                  | Posición |
| -------------- | ---- | ----------------------- | -------- |
| Raúl Inostroza | 30   | 10,000 metros masculino | 23°      |

Maratón masculino
| Deportista     | Edad | Evento            | Posición |
| -------------- | ---- | ----------------- | -------- |
| Luis Celedón   | 25   | Maratón masculino | 14       |
| Raúl Inostroza | 30   | Maratón masculino | AC       |

110 metros vallas masculino
| Deportista     | Edad | Evento                      | Posición  |
| -------------- | ---- | --------------------------- | --------- |
| Jörn Gevert    | 23   | 110 metros vallas masculino | 3 h5 r1/3 |
| Edmundo Ohacho | 25   | 110 metros vallas masculino | 5 h1 r1/3 |

400 metros vallas masculino
| Deportista  | Edad | Evento                      | Posición  |
| ----------- | ---- | --------------------------- | --------- |
| Pedro Yoma  | 25   | 400 metros vallas masculino | 4 h4 r1/4 |
| Jörn Gevert | 23   | 400 metros vallas masculino | 5 h3 r1/4 |

3000 metros con obstáculos masculino
| Deportista     | Edad | Evento                               | Posición   |
| -------------- | ---- | ------------------------------------ | ---------- |
| Guillermo Solá | 23   | 3000 metros con obstáculos masculino | 10 h1 r1/2 |

Salto de altura masculino
| Deportista    | Edad | Evento                    | Posición |
| ------------- | ---- | ------------------------- | -------- |
| Ernesto Lagos | 22   | Salto de altura masculino | 32°      |

Salto largo masculino
| Deportista  | Edad | Evento                | Posición |
| ----------- | ---- | --------------------- | -------- |
| Carlos Vera | 23   | Salto largo masculino | 14°      |

Lanzamiento de disco masculino
| Deportista    | Edad | Evento                         | Posición |
| ------------- | ---- | ------------------------------ | -------- |
| Hernán Haddad | 23   | Lanzamiento de disco masculino | 28°      |

Lanzamiento de martillo masculino
| Deportista     | Edad | Evento                            | Posición |
| -------------- | ---- | --------------------------------- | -------- |
| Arturo Melcher | 30   | Lanzamiento de martillo masculino | 32°      |

Decatlón masculino
| Deportista      | Edad | Evento             | Posición |
| --------------- | ---- | ------------------ | -------- |
| Hernán Figueroa | 24   | Decatlón masculino | 17°      |
| Carlos Vera     | 23   | Decatlón masculino | AC       |

200 metros femenino
| Deportista      | Edad | Evento              | Posición  |
| --------------- | ---- | ------------------- | --------- |
| Adriana Millard | 25   | 200 metros femenino | 4 h4 r1/3 |

80 metros vallas femenino
| Deportista   | Edad | Evento                    | Posición   |
| ------------ | ---- | ------------------------- | ---------- |
| Marion Huber | -    | 80 metros vallas femenino | AC h2 r1/3 |

Salto largo femenino
| Deportista      | Edad | Evento               | Posición |
| --------------- | ---- | -------------------- | -------- |
| Adriana Millard | 25   | Salto largo femenino | 13°      |

Lanzamiento jabalina femenino
| Deportista   | Edad | Evento                        | Posición |
| ------------ | ---- | ----------------------------- | -------- |
| Gerda Martín | 24   | Lanzamiento jabalina femenino | 18°      |
| Edith Thomas | 25   | Lanzamiento jabalina femenino | AC       |

### Baloncesto

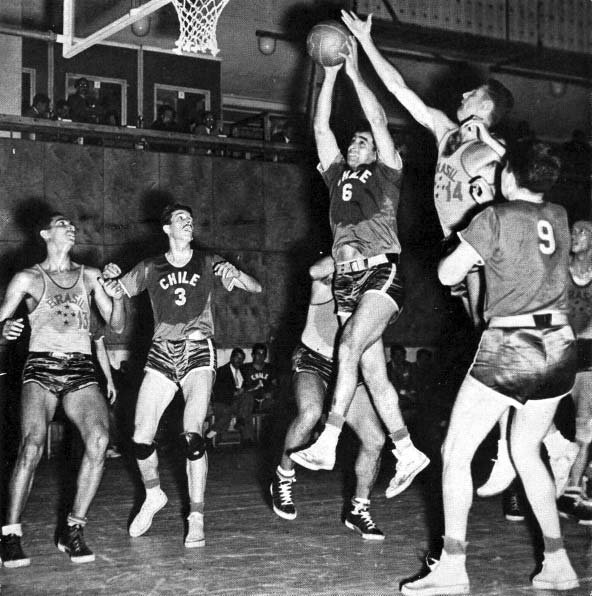
Chile ante Brasil en el evento.

Torneo masculino
| Deportista        | Edad | Evento           | Posición |
| ----------------- | ---- | ---------------- | -------- |
| Álvaro Salvadores | 23   | Torneo masculino | 5°       |
| Eduardo Cordero   | 30   | Torneo masculino | 5°       |
| Eric Mahn         | 27   | Torneo masculino | 5°       |
| Exequiel Figueroa | -    | Torneo masculino | 5°       |
| Hernán Raffo      | 23   | Torneo masculino | 5°       |
| Hernán Ramos      | 23   | Torneo masculino | 5°       |
| Hugo Fernández    | 21   | Torneo masculino | 5°       |
| Juan José Gallo   | 27   | Torneo masculino | 5°       |
| Juan Ostoic       | 21   | Torneo masculino | 5°       |
| Orlando Silva     | 23   | Torneo masculino | 5°       |
| Pedro Araya       | 26   | Torneo masculino | 5°       |
| Rufino Bernedo    | 25   | Torneo masculino | 5°       |
| Victor Mahana     | 29   | Torneo masculino | 5°       |

### Ciclismo
Ciclismo en ruta individual masculino
| Deportista      | Edad | Evento                                | Posición |
| --------------- | ---- | ------------------------------------- | -------- |
| Hernán Masanés  | 20   | Ciclismo en ruta individual masculino | AC       |
| Héctor Mellado  | 27   | Ciclismo en ruta individual masculino | AC       |
| Hugo Miranda    | 26   | Ciclismo en ruta individual masculino | AC       |
| Héctor Droguett | 27   | Ciclismo en ruta individual masculino | AC       |

Ciclismo en ruta por equipos masculino
| Deportista      | Edad | Evento                                 | Posición |
| --------------- | ---- | -------------------------------------- | -------- |
| Hernán Masanés  | 20   | Ciclismo en ruta por equipos masculino | AC       |
| Héctor Mellado  | 27   | Ciclismo en ruta por equipos masculino | AC       |
| Hugo Miranda    | 26   | Ciclismo en ruta por equipos masculino | AC       |
| Héctor Droguett | 27   | Ciclismo en ruta por equipos masculino | AC       |

Sprint masculino
| Deportista     | Edad | Evento           | Posición  |
| -------------- | ---- | ---------------- | --------- |
| Hernán Masanés | 20   | Sprint masculino | 2 h4 r2/7 |

1,000 metros contrarreloj masculino
| Deportista     | Edad | Evento                              | Posición |
| -------------- | ---- | ----------------------------------- | -------- |
| Hernán Masanés | 20   | 1,000 metros contrarreloj masculino | 17°      |

### Equitación

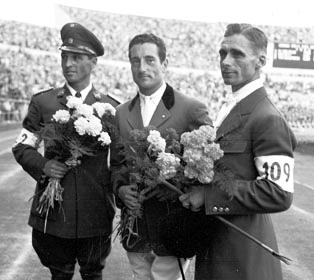
Cristi (a la izquierda) en la premiación, junto a Pierre Jonquères d'Oriola y Fritz Thiedemann.

Saltos de obstáculo individual masculino
| Deportista         | Edad | Evento                                   | Posición | Medalla          |
| ------------------ | ---- | ---------------------------------------- | -------- | ---------------- |
| Óscar Cristi       | 36   | Saltos de obstáculo individual masculino | 2°       | Medalla de plata |
| César Mendoza      | 33   | Saltos de obstáculo individual masculino | 7°       | -                |
| Ricardo Echeverría | 34   | Saltos de obstáculo individual masculino | 28°      | -                |

Saltos de obstáculo por equipos masculino
| Deportista         | Edad | Evento                                    | Posición | Medalla          |
| ------------------ | ---- | ----------------------------------------- | -------- | ---------------- |
| Óscar Cristi       | 36   | Saltos de obstáculo por equipos masculino | 2°       | Medalla de plata |
| César Mendoza      | 33   | Saltos de obstáculo por equipos masculino | 2°       | Medalla de plata |
| Ricardo Echeverría | 34   | Saltos de obstáculo por equipos masculino | 2°       | Medalla de plata |

Individual en tres jornadas masculino
| Deportista        | Edad | Caballo  | Tiempo  | Evento                                | Posición |
| ----------------- | ---- | -------- | ------- | ------------------------------------- | -------- |
| Mario Leuenberg   | 28   | Micho    | -124.16 | Individual en tres jornadas masculino | 14°      |
| Rolando Mosqueira | 31   | Trelaros | -       | Individual en tres jornadas masculino | AC       |
| Hernán Vigil      | 41   | Naftol   | -       | Individual en tres jornadas masculino | AC       |

Por equipos en tres jornadas masculino
| Deportista        | Edad | Evento                                 | Posición |
| ----------------- | ---- | -------------------------------------- | -------- |
| Mario Leuenberg   | 28   | Por equipos en tres jornadas masculino | AC       |
| Rolando Mosqueira | 31   | Por equipos en tres jornadas masculino | AC       |
| Hernán Vigil      | 41   | Por equipos en tres jornadas masculino | AC       |

Doma individual mixto
| Deportista    | Edad | Evento                | Posición |
| ------------- | ---- | --------------------- | -------- |
| José Larraín  | 35   | Doma individual mixto | 14°      |
| Héctor Clavel | 31   | Doma individual mixto | 16°      |
| Ernesto Silva | 31   | Doma individual mixto | 22°      |

Doma por equipos mixto
| Deportista    | Edad | Evento                 | Posición |
| ------------- | ---- | ---------------------- | -------- |
| José Larraín  | 35   | Doma por equipos mixto | 5°       |
| Héctor Clavel | 31   | Doma por equipos mixto | 5°       |
| Ernesto Silva | 31   | Doma por equipos mixto | 5°       |

### Fútbol
Torneo masculino
| Ronda Preliminar; 16 de julio de 1952 | Egipto                                                                   | 5:4 (2:2) | Chile                               | Urheilukeskus, Kotka                                    |                                                         |
| 19:00 (EEST)                          | Khamal Ahmed Elfar 27' · Ahmed Mekkawi 43' · Said El Dizwi 66', 75', 80' | Reporte   | Irenio Jara 7', 78' · Vial 14', 88' | Asistencia: 5 354 espectadores Árbitro(s): John Nilsson | Asistencia: 5 354 espectadores Árbitro(s): John Nilsson |

| Deportista       | Edad | Evento           | Posición |
| ---------------- | ---- | ---------------- | -------- |
| Justo Albornoz   | 26   | Torneo masculino | 17°      |
| José Bravo       |      | Torneo masculino | 17°      |
| José García      | 21   | Torneo masculino | 17°      |
| Rubén González   | 24   | Torneo masculino | 17°      |
| Fernando Jara    | 21   | Torneo masculino | 17°      |
| Irenio Jara      | 22   | Torneo masculino | 17°      |
| Luis Leal        | 23   | Torneo masculino | 17°      |
| Sergio Litvak    | 22   | Torneo masculino | 17°      |
| Domingo Massaro  | 24   | Torneo masculino | 17°      |
| Arturo Nourdin   | 25   | Torneo masculino | 17°      |
| Domingo Pillado  | 24   | Torneo masculino | 17°      |
| Manuel Roa       | 23   | Torneo masculino | 17°      |
| Ernesto Saavedra | 28   | Torneo masculino | 17°      |
| Jaime Vásquez    | 22   | Torneo masculino | 17°      |
| Osvaldo Vera     |      | Torneo masculino | 17°      |
| Julio Vial       | 19   | Torneo masculino | 17°      |

### Natación
100 metros libres masculino
| Deportista    | Edad | Evento                      | Posición  |
| ------------- | ---- | --------------------------- | --------- |
| Hernán Avilés | 22   | 100 metros libres masculino | 6 h3 r1/3 |

### Pentatlón moderno
Individual masculino
| Deportista     | Edad | Evento               | Posición |
| -------------- | ---- | -------------------- | -------- |
| Nilo Floody    | 30   | Individual masculino | 17°      |
| Hernán Fuentes | 34   | Individual masculino | 22°      |
| Luis Carmona   | 29   | Individual masculino | 27°      |

Equipo masculino
| Deportista     | Edad | Evento           | Posición |
| -------------- | ---- | ---------------- | -------- |
| Nilo Floody    | 30   | Equipo masculino | 7°       |
| Hernán Fuentes | 34   | Equipo masculino | 7°       |
| Luis Carmona   | 29   | Equipo masculino | 7°       |

### Remo
Skiff masculino
| Deportista     | Edad | Evento          | Posición  |
| -------------- | ---- | --------------- | --------- |
| Carlos Andueza | 20   | Skiff masculino | 2 h4 r2/5 |

### Tiro
Pistola libre 50 metros masculino
| Deportista    | Edad | Evento                            | Posición |
| ------------- | ---- | --------------------------------- | -------- |
| Enrique Ojeda | 48   | Pistola libre 50 metros masculino | 35°      |

Rifle de 3 posiciones a 50 metros masculino
| Deportista  | Edad | Evento                                      | Posición |
| ----------- | ---- | ------------------------------------------- | -------- |
| Juan Bizama | -    | Rifle de 3 posiciones a 50 metros masculino | 28°      |

Rifle 50 metros en posición tendida masculino
| Deportista  | Edad | Evento                                        | Posición |
| ----------- | ---- | --------------------------------------------- | -------- |
| Juan Bizama | -    | Rifle 50 metros en posición tendida masculino | 50°      |